# Francesco Ciampoli
Francesco Ciampoli (Ortona, 8 marzo 1951) è un ex calciatore italiano, di ruolo terzino o stopper.

## Carriera
Ha esordito in Serie A il 16 settembre 1979 in Cagliari-Torino (0-0).
In carriera ha collezionato complessivamente 21 presenze in Serie A con le maglie di Cagliari e Catania, e 220 presenze e 4 reti in Serie B nelle file di Pescara, Genoa, Cagliari e Catania.
Si è aggiudicato il campionato di Serie B 1975-1976 con la maglia del Genoa, ed ha ottenuto altre due  promozioni in massima serie (con il Cagliari nel 1978-1979 e il Catania nel 1982-1983).

## Palmarès

### Club

#### Competizioni nazionali
- Serie B: 1

```
Genoa 1975 - 1976
```

- Serie C: 1

Pescara: 1973-1974
- Serie D: 1

Pescara: 1972-1973